# The Walt Disney Company
| Portal | Portal:Disney |

The Walt Disney Company (eller Disney) er et amerikansk multinationalt massemedieselskab med hovedkvarter i Walt Disney Studios i Burbank i Californien. Det anses for indtægtsmæssigt at være den største mediekoncern i verden. Ved grundlæggelsen den 16. oktober 1923 af Walt og Roy Disney som Disney Brothers Cartoon Studio var Walt Disney Productions foregangsselskab inden for den amerikanske animationsindustri, før det inddrog live-action-filmproduktion, fjernsyn og rejser. Da selskabet ændrede navn til det nuværende i 1986, udvidede The Walt Disney Company med teater, radio, musik, bogforlag og online medier. Derudover har selskabet også skabt nye områder inden for selskabet for at udvide målgruppen, som hovedsagelig var småbørn og børnefamilier. 
Selskabet er nok bedst kendt for filmstudiet, Walt Disney Studios, som i dag er et af de største og mest kendte i USA. Disney ejer og administrerer ABC-tv-transmissionsnetværk som kabeltv-kanalerne Disney Channel, ESPN, A+E Networks og ABC Family; bogforlag, merchandise og teaterafdelinger. Og ejer og administrerer 14 tema- og forlystelsesparker rundt omkring i verden. Selskabet har haft en succesfuld musikafdeling, ligesom det har haft samarbejde med Dow Jones Industrial Average siden 6. maj, 1991. En af firmaets første og mest kendte tegnefilmsfigurer Mickey Mouse er The Walt Disney Companys officielle maskot.

## Studier
- Walt Disney Animation Studios
- Pixar Animation Studios
- Lucasfilm

## Eksterne henvisning
- Officiel hjemmeside
- Officiel hjemmeside, dansk
- Officiel presseside
- Officielle presseside i Storbritannien og Irland

- Wikimedia Commons har flere filer relateret til The Walt Disney Company
- Disneyzonen Arkiveret 13. november 2007 hos  Wayback Machine
- Disneycover i massevis Arkiveret 30. november 2004 hos  Wayback Machine
- Dansk Donaldist-Forening